# النقابية-اللاسلطوية

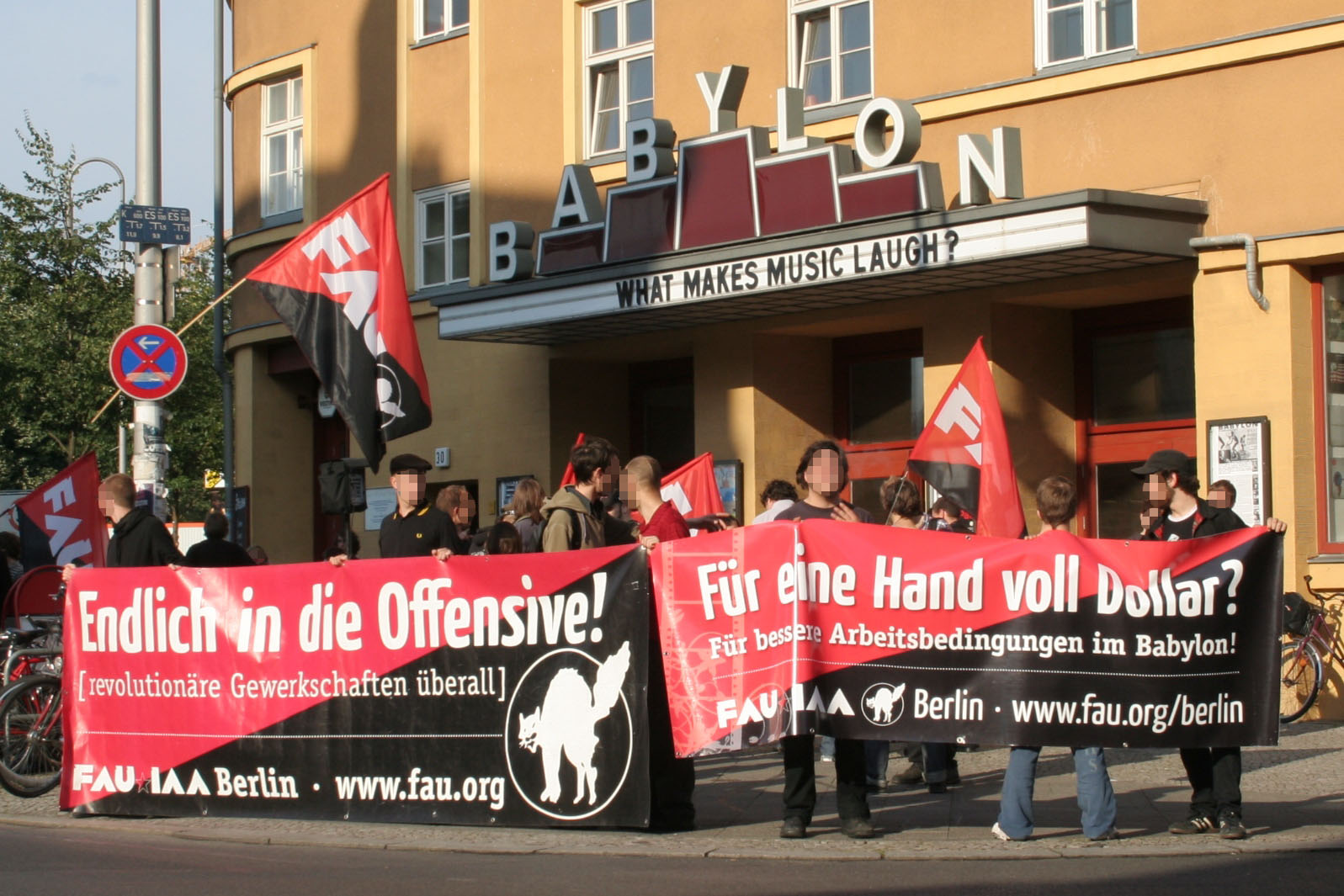

النقابية-اللاسلطوية (أيضا يشار لها بالنقابية الثورية) هي إحدى النظريات اللاسلطوية التي ترى أن النقابية الصناعية الثورية تعتبر إحدى سبل العمال في السيطرة على اقتصاد المجتمعات الرأسمالية، ومن خلال ذلك يتسع تأثيرها على المجتمع. يعتبر النقابيون نظريتهم الاقتصادية بأنها إستراتيجية تسمح بالنشاط الذاتي للعمال وكنظام اقتصادي تعاوني بديل بقيم ديمقارطية وإنتاجية متمركزة على توفية المتطلبات البشرية.
من أهم المبادئ النقابية-اللاسلطوية: التضامن العمالي، والعمل المباشر (من دون تدخل اطراف ثالثة كالسياسيين أو البيروقراطيين أو المحكمين)، والديمقراطية المباشرة أو الإدارة الذاتية للعمال. الهدف النهائي للنقابية هو إلغاء نظام الأجور، معتبرا إياه نوعا من أنواع العبودية. لذلك فان نظرية النقابية-اللاسلطوية تتمركز بشكل عام حول الحركة العمالية.
النقابية-اللاسلطوية تنظر إلى الدولة بأن هدفها الرئيسي هو حماية الملكية الخاصة وبالتالي التمييز الاقتصادي والاجتماعي والسياسي، حارمة شعوبها من الاستقلال المادي والحكم الذاتي الاجتماعي المنبثق منه. مخالفة لنظيراتها من الكتل الفكرية، خاصة الماركسية-اللينينية، والنقابية-اللاسلطوية لا تسمح باحتمالية تكوين دولة العمال، أو دولة تعمل لمصلحة العمال لا لمصلحة أصحاب النفوذ، معتبرة أي دولة تهدف إلى تفويض العمال سينتهي بها المطاف بتفويض نفسها أو النخب الحاكمة على حساب العمال. عاكسة الفلسفة اللاسلطوية (الأناركية) التي تستمد منها إلهامها، تتمركز النقابية-اللاسلطوية حول فكرة أن السلطة تُفسد، وأن أي نوع من التسلسلات الهرمية التي لا تستطيع أن تبرر نفسها يجب أن تصتأصل أو تستبدل بسيطرة متساوية لامركزية.

## التاريخ

### الاصل
كتب هيوبرت لاغارديل ان بيير-جوزيف برودون وضع أساسيات الفكر النقابي-اللاسلطوي، رافضا كل من الرأسمالية والدولة خلالها. حيث انه نظر إلى المجموعات الاقتصادية الحرة والـ (كفاح) لا الـ (سلمية) كالميول المسيطرة على البشر.
نشر سام مينوارنغ في بريطانيا في سبتمبر، عام 1903 ومارس، عام 1904 عددين من جريدة سميت بالاضراب العام(The General Strike)، والتي لم تستمر طويلا، وقد كانت عبارة عن منشور يعبر فيها عن انتقادات واضحة لـ«التمسك الشديد بالرسميات» في بيروقراطية اتحاد العمال وساهم باضرابات في أوروبا مستعملا فيها التكتيكات النقابية.

### النقابية الثورية وجمعية العمال العالمية
في منتصف حقبة إعادة البوربون في اسبانيا، عام 1910, تم إنشاء الاتحاد الوطني للعمال (CNT) في برشلونة في كونغرس اتحاد العمال الكتالوني SolidaridadObrera (التضامن العمالي) بهدف تشكيل قوة معارضة لاتحاد العمال ذي الأغلبية آنذاك، اتحاد العمال العام الاشتراكي (UGT) ول«تسريع عملية تحرير العمال من خلال المصادرة الثورية للبرجوازيين». فبدايات الاتحاد كانت ضئيلة حيث ان تعداد أعضاء الاتحاد وصل إلى 26,571 عضوا متمثلا بعدة نقابات وكونفدراليات. مصادفا أول مؤتمر له سنة 1911, بادر الاتحاد بإضراب عام مستفزا قاضيا في برشلونا مما ادى به إلى إعلان الاتحاد غير قانوني حتى سنة 1914. وفي ذات السنة من عام 1911 حصلت النقابة على تسميتها رسميا. ومنذ عام 1918 وهكذا بدأت قوة الاتحاد بالازدياد. حيث ان الاتحاد كان له دور كبير قي اضراب اللاكانادينسي La Canadiense العام، الذي أدى إلى شلل 70% من الصناعة في كتالونيا عام 1919, العام الذي وصل إليه الاتحاد إلى 700,000 عضوا. في ذلك الوقت، أصاب الذعر أرباب العمل مؤديا إلى شيوع ممارسة البستوليريزمو PistolerismoI (توظيف مجرمين لتخويف القيادات النقابية الفاعلة)، مؤديا إلى دوامة من العنف أثرت بشكل كبير على النقابة. حيث كان لهؤلاء المسلحين الفضل بقتل 21 قياديا بغضون 48 ساعة.
وتم إنشاء جمعية العمال الدولية (IWA) سنة 1922 في برلين حيث انضم ال (CNT) على الفور. ولكن، العام التالي شهد صعود نظام ميكيل دي ريفيرا الدكتاتوري للحكم، حيث ان النقابة تم حظرها، للمرة الثانية. ومع ذلك، بعد استعادة الحركة العمالية لنشاطاتها بعد الثورة الروسيا، تم تكوين ما يعرف حاليا بالIWA، معتبرة نفسها «الوريث الحقيقي» للأممية الأصلية. حيث عكست الثورة البلشافية الناجحة في روسيا سنة 1918 موجة من النجاحات النقابية المتتالية، من ضمنها نضال منظمة العمال الصناعيين العالميين (IWW) في الولايات المتحدة وتكوين نقابات لاسلطوية في أمريكا اللاتينية وإضرابات نقابية كبيرة في كل من ألمانيا والبرتغال واسبانيا وإيطاليا وفرنسا، مشيرة إلى ان «حيادية النقابات (الاقتصادية لا السياسية) قد تم ازاحتها». وكان اخر تشكيل لما كان يعرف بمنظمة العمال الاممية، تم اثناء مؤتمر غير قانوني في برلين في ديسمبر من عام 1922, مؤديا إلى انقسام مبرم بين الحركة النقابية الأممية والبلشفيين.
- الاتحاد النقابي الإيطالي: 500,000 عضوا
- (FORA) المنظمة الإقليمية العمالية الأرجنتينية: 200,000 عضوا
- كونفدرالية العمال العامة في البرتغال: 150,000
- (FAUD) اتحاد العمال الاحرار في ألمانيا: 120,000
- هيئة الدفاع عن النقابية الثورية في فرنسا: 100,000
- فيديرالية المقاتليين الباريسيين: 32,000
- (SAC) المنظمة المركزية لعمال السويد: 32,000
- سكرتارية العمل القومي الهولندي: 22,500
- عمال العالم الصناعيين في تشيلي: 20,000
- اتحاد الدعاية النقابية في الدنمارك: 600 [12]

وقد كان من ضمن أوائل سكرتاريي الجمعية الأممية، الكاتب المشهور والناشط رودولف روكر، واوكستن سوشي واليكسندر شابيرو. وانضمت مجموعات أخرى بعد انعقاد المجلس الأول كفرنسا والنمسا والدنمارك وبلجيكا والسويس وبلغاريا وبولندا ورومانيا. ثم شاركت لاحقا كتلة من نقابات أمريكية وكولومبية وبيروية واكوادورية وكواتيمالية وكوبية وكوستاريكية وسلفادوريا في تشريعات الـ IWA. وقد تدارس أكبر اتحاد نقابي في الولايات المتحدة الIWW الانضمام، لكنه استبعد هذا الانضمام لاحقا سنة 1936, مشيرا إلى سياسات الانتماء السياسي والديني لـلـ IWA. وقد تم إعلام اتحاد العمال الصناعيين العالميين (IWW)، مع أنهم ليسوا نقابيين-لاسلطويين، باتساع البيئة الثورية النقابية في مطلع القرن العشرين. وفي مجلسه التاسيسي عام 1905, ساهم أعضاء متعاطفون للقضية اللاسلطوية والقضية النقابية -اللاسلطوية كتوماس جـ. هاغيرتي وويليام تروتمان ولوسي بارسونز للميول النقابية الثورية للاتحاد. ومع ان مفهومي النقابية الثورية والنقابية اللاسلطوية يستعملان بشكل متبادل الا ان مفهوم النقابية اللاسلطوية لم يتم اسعمالها بشكل واسع حتى بدايات عام 1920. «لم يتم استعمال مفهوم ’النقابية اللاسلطوية’ بشكل واسع حتى في الفترة مابين 1921-1922 وعندما تم استعماله بشكل مثير للجدل كمصطلح تحقيري من قبل الشيوعيين على النقابيين الذين رفضوا زيادة السيطرة على النقابات من قبل الاحزاب الشيوعية». في الواقع، البيان الأصلي لأهداف ومبادئ جمعية العمال الاممين (تم صياغتها سنة 1922) لم تشير إلى النقابية اللاسلطوية بل إلى النقابية الثورية أو الاتحادية الثورية، حسب الترجمة.
وقد كانت السنتان الدمويتان Biennio Rosso مابين 1919 و1920 ذات صراع اجتماعي شديد في إيطاليا، ما بعد الحرب العالمية الأولى. فقد وقعت هذه السنتان اثناء ازمة اقتصادية بعد نهاية الحرب العالمية مصاحبة درجات شديدة من البطالة وعدم الاستقرار السياسي. فقد تميزت هذه الحقبة باضرابات جماعية، ومظاهر عمالية وكذلك تجارب للإدارة الذاتية من خلال احتلال الأراضي والمصانع. ففي تورين وميلان، تم إنشاء مجالس عمالية وتم احتلال العديد من المصانع من قبل قيادات نقابية-لاسلطوية. وقد امتدت هذه الثورات إلى المناطق الزراعية في سهل بادان وكانت مصحوبة باضرابات فلاحية واضطرابات قروية ونزاعات بين المليشيات اليسارية واليمينية. وحسب موقع libcom.org، وصل تعداد أعضاء الاتحاد التجاري النقابي-اللاسلطوي Union SindacaleItaliana «إلى نحو 800,000 عضو وقد ارتفع نفوذ الاتحاد اللاسلطوي الإيطالي (حوالي 20,000 عضو، زائدا Umanit Nova جريدة الاتحاد اليومية) وفقا لذلك... فاللاسلطويون هم من اوائل من اقترح احتلال اماكن العمل.»
إن العديد من أعضاء الـ IWA دفعوا إلى الإفلاس أو العيش بسرية أو قد تم القضاء عليهم في فترة العشرينيات والثلاثينيات حيث استولى الفاشيون على السلطة في العديد من الدول الأوربية وتغير ميول العمال من اللاسلطوية إلى النموذج البلشافي للاشتراكية الذي ابدى نجاحه. ففي الأرجنتين بدأت الـ FORA بمرحلة الهبوط مسبقا إثناء انضمامها للـIWA , بعد الانقسام الذي حصل عام 1915 بين الفصائل المؤيدة والمعادية للبلشافية. ومنذ عام 1922, فقدت الحركة اللاسلطوية اغلب عضويتها متاثرة بانقسامات جديدة، على الاخص حول قضية سيفيرينو دي جيوفاني. وقد تم القضاء عليها من قبل انقلاب الجينيرال اوريبورو العسكري عام1930. وقد عانى الـ FAUD في ألمانيا خلال أواخر العشرينات وبداية الثلاثينات اثناء سيطرة القمصان البنية على الشوارع في ألمانيا. وكان اخر مجلس وطني في ايرفرت في مارس عام 1932 حيث حاول الاتحاد إنشاء مكاتب سرية لمجابهة فاشيي هتلر، لكن لم يتم تنفيذ هذه الخطة بسبب الاعتقالات الجماعية التي اهلكت خطط المتآمرين. فمحرر جريدة الـFAUD organ Der Syndikalist، جيرهارد وارتنبرغ قد قتل في معسكر اعتقال ساشينهاوزن. وقد دفع كارل وندهوف، مندوب مجلس مدريد للـ IWA عام 1931, للجنون وتم قتله في معسكر الموت النازي. وكان هنالك أيضا محاكمات جماعية لاعضاء الـ FAUD عقدت في ووبرتال والراينلاند، ولم ينج اغلبهم من معسكرات الموت. وكان لاتحاد الـ IWA الإيطالي Union SindacaleItaliana، الذي وصل تعداد أعضائه إلى ما يبلغ 600,000 عضوا سنة 1922, تأثيرا حتى أثناء حقبة القمع والقتل من قبل فاشيي بينيتو موسوليني. حيث دفعوا إلى العمل بسرية بحلول عام 1924, وكان على الرغم من قدرتهم على قيادة إضرابات عمال المناجم وعمال الحديد وعمال الرخام، ختم مصير الاتحاد بصعود موسوليني للسلطة عام 1925. وبحلول عام 1927, تم اعتقال أو نفي الناشطيين القياديين في هذا الاتحاد.
وقد تم دفع الـCGT للعمل بسرية بعد محاولة غير ناجحة للإطاحة بدكتاتورية كوميز دا كوستا المنصبة حديثا، عن طريق إضراب عام، في 1927 الذي أدى إلى مقتل ما يقارب 100 شخص. لكنها استطاعت الاستمرار بالعمل بسرية، حيث بلغ عدد أعضائها حوالي 15,000 إلى 20,000 حتى عام 1934, عندما حرضت على إضراب ثوري عام ضد خطط لاستبدال الاتحادات التجارية بشركات فاشية، لكنها فشلت. وقد تمكنت من الاستمرار بالعمل ولكن بشكل اضعف حتى الحرب العالمية الثانية، لكن فاعليتها كاتحاد نضالي انتهت. حيث تكررت هذه الهزائم حول العالم بسبب سياسات القمع الحكومية الهائلة، وتم تدمير الاتحادات النقابية-اللاسلطوية في البيرو والبرازيل وكولومبيا واليابان وكوبا وبلغاريا والباراغواي وبوليفيا. وفي نهاية الثلاثينات، لم توجد اتحادات تجارية نقابية-لاسلطوية بشكل قانوني الا في شيلي وبوليفيا والسويد والاوروغواي. وربما الضربة الكبرى للنقابات حصلت أثناء الحرب الأهلية الاسبانية، التي شهدت دفع الـCNT، الذي وصل تعداد أعضائه إلى 1.58 مليون عضو، للعمل بسرية بعد هزيمة الجمهورية الاسبانية من قبل فرانشيسكو فرانكو. وقد وقع سادس مجلس للـIWA عام 1936, بعد فترة وجيزة من بدء الثورة الاسبانية، لكنه فشل بتقديم أي نوع من الدعم المادي لهذه القضية. وقد عقد الـIWA آخر مجلس قبل الحرب العالمية الثانية في باريس سنة 1938, مع أشهر قليلة باقية قبل الغزو الألماني لبولندا، حصل المجلس على استمارة من قبل الـ ZZZ , وهو اتحاد نقابي في بولندا زاعما بعضوية أكثر من 130,000 عامل – استمر أعضاء الـ ZZZ ليشكلوا جزءا رئيسيا من المقاومة ضد النازية، وليشاركوا بانتفاضة وارسو. لكن المنظمة الأممية لن تجتمع مجددا حتى نهاية الحرب العالمية الثانية في 1951. ففي إثناء الحرب، استطاع عضو واحد فقط من الـ IWA من الاستمرار بالعمل كاتحاد ثوري، والذي هو الـSAC في السويد. وفي سنة 1927 تم تشكيل الـ FAI الاتحاد الأيبيري اللاسلطوي، جمعية من النقابات اللاسلطوية المتقاربة في فالنسيا. حيث أدى الـ FAI دورا مهما في السنين التالية من خلال ما يعرف بالـ trabazón (الصلة) مع الـCNT, والذي هو عبارة عن وجود عناصر من الـFAI في الـCNT, حاثا اتحاد العمال على إن لا يبتعد كثيرا عن مبادئه اللاسلطوية، وهذا التأثير استمر ليومنا هذا.

### الثورة الاسبانية
شارك الـ CNT الـUGT في إعلان إضراب «عمال البناء والميكانيك ومشغلي المصاعد» في الأول من يونيو سنة 1936. حيث شارك حوالي 70,000 عامل في مظاهرة حاشدة. وقد هاجم أعضاء من الحزب الكتائبي المتظاهرين. مما دفع بالمتظاهرين بنهب المحلات التجارية، دافعا بالشرطة لقمع الإضراب. وبحلول شهر يوليو، استمر الـ CNT بالنضال لكن الـUGT وافق على التحكيم. وفي عملية ثار من الكتائبيين، قتل اللاسلطويون ثلاثا من حراس القائد الكتائبي خوسي انتونيو بريمو دي ريفيرا. فاغلقت الحكومة بعد ذلك مراكز الـ CNT في مدريد، واعتقل دافيد انتونا وسيبريانو ميرا، كمناضلين بارزين في صفوف الـCNT .

كتب جورج أورويل عن الطبيعة الجديدة التي نهضت في هذه المجتمعات:
«لقد وقعت صدفة في مجتمع وحيد بأي حجم كان في أوروبا الغربية، حيث يتواجد الوعي السياسي وعدم الإيمان بالرأسمالية بشكل أكثر معتاد من أضدادهم. فهنا في اراكون، يعيش الشخص من بين عشرات الآلاف من الأشخاص، أساسا وان لم يكن أصلهم من الطبقة العاملة، فجميعهم يعيشون على نفس المستوى ويتخالطون على مبدأ المساواة. كانت المساواة نظريا مثالية، وحتى تطبيقيا، لم يكن الوضع بعيدا عن ذلك. وهنالك إحساس يصح قولنا فيه إننا نعيش في نموذج من الاشتراكية، اعني بذلك أن البيئة الذهنية السائدة كانت الاشتراكية. فكثير من الدوافع الطبيعية في الحياة المتحضرة – كالتكبر، والطمع، والخوف من رئيس العمل، وهكذا – قد توقفت ببساطة عن الوجود. فالانقسام الطبقي المألوف في المجتمع قد اختفى لدرجة لا يمكن أن يتم تصورها في الجو الإنجليزي الملوث بالمال؛ فلم يبق أحد غير الفلاحين وأنفسنا، ولا أحد يملك شخصا آخر كسيده.»
ـــ جورج اورويل، التحية إلى كتالونيا، الفصل السابع
ففي هذا الصدد كانت أهم تلك المجتمعات هي المجتمعات الموجودة في الكانيث وكالاندا والكوريسا وفالديروبيرس وفراغا. فلم يكتف بتنظيم الأراضي بشكل تعاو، لكن تم أيضا المباشرة بأعمال جماعية، كدار التقاعد في فراغا وتنظيم بعض المستشفيات بشكل جماعي (كالتي في بربشتر أو بنيفار) وتأسيس مدارس كمدرسة القتاليين اللاسلطويين. إلا إن هذه المؤسسات قد تم تدميرها لاحقا من قبل القوات القومية إثناء الحرب.
وقد عقدت اللجنة جلسة إقليمية استثنائية عامة لحماية المنظمة الريفية الجديدة، جامعة كل ممثلي الاتحاد من القرى الداعمة والمدعومة من قبل بوينافنتورا دوروتي. وتم إنشاء مجلس الدفاع الإقليمي الاراكوني ضد رغبة اللجنة الوطنية الكتالونيا أساس الـCNT. وعقب تولي لارغو كاباليرو منصب رئاسة الوزراء، أرسل كاباليرو دعوة للـCNT لكي ينضموا إلى ائتلاف مجاميع تشكل الحكومة الوطنية. لكن الـCNT اقترح بدلا من ذلك أن يتم تشكيل مجلس دفاع وطني بزعامة لارغو كاباليرو، مشتملا على خمس أعضاء من كل من الـ CNT والـUGT، وأربعة «جمهوريين ليبراليين». وعندما تم رفض هذا الاقتراح، قرر الـ CNT عدم الانضمام إلى الحكومة. ومع ذلك، في كاتالونيا، انضم الـCNT إلى اللجنة المركزية المشكلة من قبل المليشيات المعادية للفاشية، التي انضمت إلى الجنراليتات في الـ 26 من سبتمبر. وللمرة الأولى، ثلاث أعضاء من الـ CNT كانوا أيضا جزا من الحكومة.
وفي نوفمبر أرسل كاباليرو دعوة جديدة إلى الـ CNT ليشكلوا جزءا من حكومته. حيث طالبت قيادات الـCNT وزارة المالية ووزارة الحرب، وكذلك وزارات ثلاث أخرى، لكن في نهاية المطاف تم إعطاؤهم أربع مناصب وهي، وزارة الصحة والعدل والصناعة والتجارة. حيث أصبحت فيديريكا مونتسيني أول وزيرة في تاريخ اسبانيا. وألغى خوان غارسيا اوليفير، كوزير للعدل، الرسوم القانونية ودمر كل الملفات الجنائية. بعدها بوقت قصير، تم نقل العاصمة من مدريد إلى فالانسيا، على الرغم من رفض الوزراء اللاسلطويين. وفي الـ23 من ديسمبر عام 1936, بعد وصول مجموعة إلى مدريد مشكلة من خواكين اسكاسو وميغيل شويكا وثلاث جمهوريين وقياديين مستقلين، وافقت حكومة لارغو كاباليرو، التي كان فيها آنذاك أربعة وزراء لاسلطويين (غارسيا اوليفر وخوان لوبيز وفيديريكا ونتسيني وخوان بييرو)، على تشكيل لجنة الدفاع الوطنية. حيث كانت كتلة ثورية تمثل اللاسلطويين والاشتراكيين والجمهوريين. وتم تشكيل مجلس في كاسبي في المنتصف من عام 1937, بهدف تشكيل الاتحاد الإقليمي لجماعيات الاراغون. حيث شارك 456 مندوبا ممثلا عن أكثر من 141,000 عضوا جماعيا. وشارك أيضا في المجلس مندوبين عن اللجنة الوطنية للـCNT .
وفي جلسة عامة للـCNT في مارس 1937, طالب المجلس الوطني باقتراح حجب الثقة لكبح المجلس الإقليمي الأراغوني. لكن المجلس الإقليمي الاراغوني هدد بالاستقالة، مما أحبط محاولات حجب الثقة. ومع وجود خلافات بين الشيوعيين والـ CNT-FAI، شهد هذا الربيع أيضا تصعيدات جادة بين هذين الطرفين. ففي مدريد، نشر ميلتشور رودريغز، الذي كان عضوا في الـ CNT، ومديرا للسجون في مدريد، اتهامات ضد الشيوعي خوسي كازورلا، الذي يشرف على النظام العام، انه كان يبقي على سجون سرية حابسا فيها اللاسلطويين والاشتراكيين وجمهوريين آخرين، أو معذبا إياهم بتهمة «الخيانة». وبناء على هذه الذريعة حل بعدها بفترة وجيزة لارغو كاباليرو مجلس الدفاع الذي يتحكم به الحزب الشيوعي. فكان رد فعل كازورلا هو إغلاق مكاتب جريدة التضامن العمالي Solidaridad Obrera.
وفي اليوم التالي أعلنت اللجنة الإقليمية للـCNT عن إضراب عام، حيث سيطر الـCNT على اغلب مناطق المدينة، من ضمنها هضبة مونتجويك، ذات المدفعيات الثقيلة، والمطلة على المدينة. حيث جردوا أكثر من 200 عضو من القوات الأمنية من أسلحتهم داخل المتاريس، سامحين فقط لمركبات الـ CNT بالدخول. وبعد مناشدات غ ير ناجحة من قيادات الـCNT لإنهاء القتال، بدأت الحكومة بنقل الحرس الهجومي من الجبهة إلى برشلونة، ومدمرات من فالنسيا. وفي الخامس من مايو، نشر أصدقاء دوروتي منشورا داعيا إلى «تجريد قوات الشرطة شبه العسكرية من السلاح... وحل الأحزاب السياسية...» وتبنت شعار «عاشت الثورة الاجتماعية! – تسقط الثورة المضادة!» وقد تم استنكار هذا المنشور من قبل قيادات الـCNT . وفي اليوم التالي، وافقت الحكومة على اقتراح من قبل الـ CNT-FAI، داعية إلى إزالة الحرس الهجومي، والابتعاد عن الأعمال الانتقامية ضد الليبرتاليين الذين شاركوا في النزاع، على ان يتم إزالة المتاريس، وإنهاء الإضراب العام من قبل العمال. مع كل ذلك، رفض كل من الحزب الاشتراكي الكتلوني المتحد والحرس الهجومي التخلي عن مواقعهم، ووفقا للمؤرخ انتوني بيفور «نفذت أعمال عنف انتقامية ضد اللبرتاليين» وبحلول الثامن من مايو، انتهت المواجهات.
ف[null كانت] لهذه الأحداث، وسقوط حكومة لارغو كاباليرو، وتولي خوان نيغرن رئاسة الوزراء، دورا بإفشال انجازات الـ CNT بعد أن تم تحقيقها في شهر يوليو الماضي. ففي بداية شهر يوليو أعلنت المنظمة الارغونية للجبهة الشعبية عن دعمها للمجلس البديل في الارغون مدعومة من قبل الرئيس خواكين اساكو. وبعد أربعة أسابيع دخلت الفرقة الحادية عشر، تحت قيادة انريكي لستر، المنطقة. وفي الحادي عشر من أغسطس 1937, حلت الحكومة الجمهورية، متمركزة في فالنسيا، المجلس الإقليمي للدفاع عن الأرغون. وتم إعداد فرقة لستر للهجوم على جبهة الأرغون، ولكنهم أيضا نقلوا لإخضاع الجماعيات المدارة من قبل الـCNT-UGT وحل الهيكل الجماعي الذي تم تشكيله في الأشهر ألاثني عشر الماضية. وقد تم تدمير مكاتب الـCNT, وتم مصادرة كل المعدات التي امتلكتها الجماعيات وتم توزيعها على ملاك الأرض. ولم ترفض قيادات الـCNT السماح للاسلطويين في الجبهة الارغونية المغادرة للدفاع عن الجماعيات فقط، بل أيضا فشلت هذه القيادات بإدانة أفعال الحكومة التعسفية ضد الجماعيات، مؤدية إلى نزاع شديد بينها وبين أعضاء جنود الصف في الاتحاد.
وفي أبريل من عام 1938, طلب من خوان نيغرن تشكيل حكومة، ضامه سيغوندو بلانكو، عضوا في الـCNT, كوزير للتعليم، وكان في هذا المرحلة، العضو الوحيد من الـ CNT في الوزارة. ففي هذه المرحلة كانت العديد من قيادات الـ CNT تتجنب الانضمام إلى الحكومة، معتقدة أن الشيوعية قد سيطرت عليها. حيث أشارت قيادات بارزة في الـ CNT إلى بلانكو بانه «رشوة للحركة الليبرتلاية» و«نيغرني أخر لاغير». وفي الجهة المقابلة، كان بلانكو مسؤولا عن وضع أعضاء من الـCNT في وزارة التعليم، وإنهاء انتشار «الدعاية الشيوعية» من قبل الوزارة. وفي مارس من عام 1939, بعد قرب انتهاء الحرب، شاركت قيادات الـCNT في انقلاب مجلس الدفاع الوطني، مطيحة حكومة الاشتراكي خوان نيغرن. فمن ضمن المشاركين كان ادواردو فال وخوسي مانويل كونزاليز مارين من الـCNT المنضمين في المجلس، في حين أن فرقة سيبريانو ميرا السبعين قدمت دعما عسكريا وعندها أصبح ميليتشور رودريغيز عمدة على مدريد. وقد حاول المجلس التفاوض مع فرانكو لإنهاء الحرب، لكنه رفض إعطاءهم أيا من مطالبهم.

### حقبة ما بعد الحرب العالمية الثانية
بعد انتهاء الحرب العالمية الثانية، ناشدت مجلة صوت العمل الحر Freie Arbeiter Stimme للأمريكان لدعم اللاسلطويين في ألمانيا موضحة المأزق الذي يمرون به. وبحلول فبراير من عام 1946, أصبحت عملية إرسال طرود المساعدات للاسلطويين في ألمانيا عملية واسعة النطاق. وفي 1947, نشر رودولف روكر (فيما يتعلق بتصور الوضع في ألمانيا) Zur Betrachtung der lagein Deutschland حول إمكانية تشكيل حركة لاسلطوية جديدة في ألمانيا. حيث أصبحت أول كتابة لاسلطوية في حقبة ما بعد الحرب العالمية الثانية ليتم نشرها في ألمانيا. حيث أشار روكر أن الشباب الألماني كان إما متشائما بشكل كامل من الفاشية أو ميالا إلى التشاؤم، منتظرا جيلا جديدا ليتربى حتى تزدهر اللاسلطوية من جديد في البلد. ومع ذلك تم إنشاء فيدرالية الاشتراكيين الليبرتاليين (FFS) سنة 1947 من قبل أعضاء الـFAUD السابقين. حيث كتب روكر لجريدتهم، Die Freie Gesellschaft والتي استمرت حتى 1953. ونشر ركور في سنة 1949, عملا معروفا أخر. وفي العاشر من سبتمبر سنة 1958, توفي روكر في مستعمرة موهيغن. وكانت فيدرالية العمال النقابية SWF، مجموعة نقابية فاعلة في بريطانيا ما بعد الحرب، واحد أسلاف فيدراليات التضامن التي أتت قبلها. حيث تم تشكيلها سنة 1950 من قبل أعضاء الفيدرالية اللاسلطوية المنحلة في بريطانيا. بخلاف الـ AFB، الذي كان متأثرا بالأفكار النقابية اللاسلطوية، لكنها في نهاية المطاف لم تكن نقابية بنفسها، قررت الـSWF السعي وراء إستراتيجية نقابية مؤكدة ومتمركزة حول العمال منذ البداية. وتم تأسيس كونفدرالية العمل الوطني Confederation National du Travail (CNT) سنة 1946 من قبل النقابيين-اللاسلطويين الأسبان في المهجر مع أعضاء CGT-SR سابقين. وقد انقسم الـCNT لاحقا ليشكل الـCNT-Vignoles والـCNT-AIT, والذي يشكل الجزء الفرنسي من الـ IWA.
وفي المجلس السابع في تولوز سنة 1951, تم استئناف IWA مصغر، بدون الـCNT أيضا، والتي لم تكون قوية بما يكفي لها لاستعادة عضويتها حتى عام 1958, كمجموعة في المنفى وكمنظمة سرية. وقد حضر مندوبون من كوبا والأرجنتين واسبانيا والسويد وفرنسا وإيطاليا وألمانيا وهولندا والنمسا والدنمارك والنرويج وبريطانيا وبلغاريا والبرتغال، مع أنهم شكلوا مجموعات صغيرة. وقد تم إيصال رسالة دعم من الاروغواي. ومع ذلك كان الوضع صعبا للمنظمة الأممية، حيث أنها عانت من ازدياد العقوبات الدولية على الاتحادات التجارية الاقتصادية في الغرب وتدخلات كثيفة من قبل الخدمة السرية مع ارتفاع معاداة الشيوعية في فترة الحرب الباردة وحظر جميع الإضرابات والنقابات الحرة في الاتحاد السوفييتي ودول الكتلة الشرقية. وفي المجلس العاشر عام 1958, أدى رد الـSAC على هذه الضغوطات إلى خلاف مع بقية أعضاء المنظمة الأممية. حيث إنها انسحبت من الـIWA بعد فشلها في تعديل قوانين الكتلة التي تسمح لها بإجراء الانتخابات المحلية ووسط مخاوف بعد دمجها مع الدولة حول توزيع إعانات البطالة. وقد عانت المنظمة الأممية في العقدين التاليين لإعادة بناء نفسها. وفي عام 1976, في المجلس الخامس عشر له، كان للـIWA خمسة أعضاء فقط، اثنان منهم (العضوين الاسباني والبلغاري) ما زالا يعملان بسرية (مع أن الـCNT, بعد موت فرانكو سنة 1975, وصل تعداد أعضائه حوالي 200,000).
وتم تشكيل حركة العمل المباشر عام 1979, عندما قرر فرع من الـSWF مع مجموعات لاسلطوية صغيرة، تشكيل منظمة جديدة من النقابيين-اللاسلطويين في بريطانيا. وكان الـDAM مشاركا بشكل فاعل في إضراب عمال المنجم، وكذلك في نزاعات صناعية أخرى في الثمانينات، من ضمنها خلاف اردبرايد في اردروسان، سكوتلاندا، التي شملت موردا للورا اشلي، التي حصل من اجلها الـ DAM دعما دوليا. وكان الـDAM فاعلا في معارضته لضريبة الرأس في اسكتلاندا وفي إنجلترا وويلز لاحقا. وفي سنة 1994 اعتمدت اسمها الحالي، والذي كان منذ 1979 يعرف بحركة العمل المباشر، وقبلها عرف بفيدرالية العمال النقابيين منذ 1950. وفي مارس من عام 1994, غير الـ DAM اسمه إلى فيدرالية التضامن. وحاليا، تنشر فيدرالية التضامن مجلة ربع سنوية اسمها العمل المباشر (حاليا في توقف) وجريدة المحفز Catalyst. 
وفي سنة 1979 حصل انقسام في الـCNT حول الاتحادية التمثيلية والاتحادية المهنية والبرامج المدعومة من الدولة، إلى قسمين، الـCNT المعروف حاليا والاتحاد العام للعمال Confederacion General del Trabajo. بعد موت فرانكو في نوفمبر 1975 وبداية مرحلة الانتقال إلى الديمقراطية في اسبانيا، كانت الـ CNT الحركة الاجتماعية الوحيدة التي رفضت التوقيع على ميثاق مونكولوا، والتي كانت عبارة عن اتفاقية بين سياسيين، وأحزاب سياسية، واتحادات تجارية لوضع خطة إدارة الاقتصاد في مرحلة الانتقال. وفي 1979, عقد الـCNT أول مجلس له منذ سنة 1936 وكذلك عقد بعض الاجتماعات الجماهيرية، خاصة تلك التي عقدت في مونتجويك. حيث إن الآراء التي طرحت في هذا المجلس ستشكل النمط الذي سيتبعه الـ CNT في العقود التالية، ومن هذه الآراء: عدم المشاركة في انتخابات الاتحاد ورفض الإعانات الدولية وعدم الاعتراف بمجالس العمال ودعم الأقسام الاتحادية المختلفة. وفي المجلس الأول له، الذي عقد في مدريد، انقسم عن الـCNT قسم من الأقلية التي كانت في صالح المشاركة في انتخابات الاتحاد، حيث أطلقوا على أنفسهم في البداية CNT مجلس فالنسيا (مشيرا إلى المجلس البديل الذي عقد في المدينة)، ولاحقا عرفوا بالاتحاد العام للعمال CGT بعد قرار من المحكمة في أبريل من عام 1989 التي أقرت بمنعهم من استعمال الأحرف الأولى للـCNT. وفي عام 1990, غادرت مجموعة من أعضاء الـCGT الاتحاد بعد رفضهم لسياسة الـ CGT المتمثلة بالموافقة على الدعم الحكومي، ليؤسسوا اتحاد Solidaridad Obrera. وقد أثرت قضية سكالا عام 1978 على الـCNT. حيث قتل تفجير ثلاث أشخاص في ملهى ليلي في برشلونا. حيث اتهمت السلطات أن العمال المضربين «فجروا انفسهم»، واعتقلوا العمال الناجين، مورطة إياهم في الجريمة. وأعلن أعضاء الـ CNT أن الملاحقة القضائية هدفها تجريم منظمتهم.

### الزمن المعاصر
بدا الـCNT بعد إجازته قانونيا، مرحلة من عمليات استرداد الممتلكات التي صادرتها حكومة ما بعد 1939. حيث حدد القانون 4/1986 أسس هذه العملية، حيث طالب هذا القانون باسترداد جميع الممتلكات التي تمت مصادرتها، وحق الاتحاد في استعمال واستحصال هذه العقارات. ومنذ ذلك الحين، طالب الـCNT من الدولة إرجاع تلك الممتلكات. وفي سنة 1996, تم احتلال منشآت المجلس الاقتصادي والاجتماعي في مدريد من قبل مسلحين من الـ CNT والذين بلغ تعدادهم حوالي 105. حيث أن هذه الكتلة هي المسؤولة عن إعادة الثروة التراكمية للاتحاد. وتم التوصل إلى اتفاق سنة 2004 بين الـCNT ومكتب المدعي العام، خلاله تم إسقاط جميع التهم ضد المائة المتهمين في هذه القضية.
وفي الثالث من سبتمبر سنة 2009, تم اعتقال ستة أعضاء من الفرع الصربي للـIWA (ASI-MUR)، من ضمنهم الأمين العام ذاك الوقت، راتيبور تريفوناك مشتبها إياهم بالإرهاب الدولي، حيث أن هذه التهمة مختلف عليها من قبل المنظمة الأممية ومجموعات لاسلطوية أخرى. وبعد اعتقالهم بفترة قصيرة تم نشر رسالة مفتوحة من قبل أكاديميين صربيين منتقدين فيها التهم وأسلوب الشرطة الصربية. وقد تمت إدانة المتهمين الستة في السابع من ديسمبر، وبعد إجراءات المحاكمة الطويلة تم إطلاق صراح تريفوناك ومعه خمسة من اللاسلطويين في السابع عشر من فبراير سنة 2010. وفي العاشر من ديسمبر سنة 2009, تم حظر الـ FAU المحلي من برلين كاتحاد، بعد نزاع صناعي في سينما بابيلون في المدينة. وفي المجلس الرابع والعشرين السنوي للـIWA, الذي تم عقده في البرازيل في ديسمبر من سنة 2009, حيث تم عقده لأول مرة خارج أوروبا، تم إقرار حركة دعم لـ«ستة بلغراد» والـFAU في حين أن أعضاء فيدرالية التضامن اخذوا بعاتق الأمانة العامة مؤقتا. واخذ الفرع النرويجي من الـIWA منصب الأمانة العامة في ما بعد من عام 2010. وكجزء من الحركة المناهضة للتقشف في أوروبا، كانت الكثير من فروع الـIWA فاعلة في مرحلة 2008-2012, وقد لعبت الـ CNT دورا كبيرا في تحفيز الإضرابات العامة التي حدثت في اسبانيا، وشن الـ USI في ميلان حملات مناهضة للتقشف في القطاع الصحي وقد نظم الـZSP المستأجرين ضد انتهاكات أصحاب الإيجار.
وأكبر حركة لاسلطوية منظمة في الوقت الحالي توجد في اسبانيا، متخذة شكل الـCGT والـCNT. حيث تم تقدير عدد أعضاء الـCGT إلى حوالي 100,000 عضو سنة 2003. والأقاليم ذات العضوية الأعلى من الـCNT متواجدة في المركز (مدريد والمناطق المجاورة)، والشمال (دولة الباسك)، واندالوسيا، وكاتالونيا وجزر الباليريك. حيث عارض الـCNT نموذج الانتخابات الاتحادية ولجان أماكن العمل وانتقد إصلاحات العمل والـUGT والـ CCOO, متكئين بدل عن ذلك على منصة الـ reivindicacion أو «إعادة ما هو مستحق» أو الثورة الاجتماعية.
المنظمات التالية إما أعضاء أو رفاق للـIWA. ويعتبر الرفاق أو الأصدقاء للـ IWA كمندوبين شبه رسميين سياسيا لكنهم لم يشاركوا رسميا وليس لديهم حق التصويت في المجلس. فعادة تتم دعوتهم لإرسال مراقبين للمجلس.
| الدولة                     | الاسم                                                 | الاختصار | المنشورات                       | الحالة            |
| -------------------------- | ----------------------------------------------------- | -------- | ------------------------------- | ----------------- |
| الارجنتين                  | Federacion Obrera Regional Argentina                  | FORA-AIT | Organizacion Obrera             | فرع               |
| استراليا                   | Anarcho-Syndicalist Federation                        | ASF      |                                 | فرع               |
| النمسا                     | Wiener ArbeiterInnen Syndikat                         | WAS      |                                 | رفيق              |
| البرازيل                   | Confederação Operária Brasileira                      | COB      | A Voz do Trabalhador, A Plebe   | فرع               |
| بلغاريا                    | Autonomous Workers' Union                             | ARS      |                                 | رفيق              |
| التشيل                     | Germinal                                              |          |                                 | رفيق              |
| كولومبيا                   | Libertarian Students' Union                           |          |                                 | رفيق              |
| فرنسا                      | Confédération nationale du travail                    | CNTF-AIT |                                 | فرع               |
| النرويج                    | Norsk Syndikalistisk Forbund                          | NSF-IAA  |                                 | فرع               |
| بولندا                     | Związek Syndykalistów Polski                          | ZSP-MSP  | Zapłata                         | فرع               |
| البرتغال                   | AIT-Secção Portuguesa                                 | AIT-SP   | Anarcho Sindicalista            | فرع               |
| روسيا                      | Konfederatsiya Revolyutsionnikh Anarkho-Sindikalistov | KRAS-MAT | Прямое действие (Direct Action) | فرع               |
| صربيا                      | Anarho-sindikalistička inicijativa                    | ASI-MUR  | Direktna akcija                 | فرع               |
| سلوفاكيا                   | Priama Akcia                                          | PA-MAP   |                                 | فرع               |
| اسبانيا                    | CNT-AIT                                               |          |                                 | تحت اعادة الاعمار |
| السويد                     | Örestad Lokala Samorganisation                        | OLS      |                                 | رفيق              |
| المملكة المتحدة            | Solidarity Federation                                 | SF-IWA   | Direct Action, Catalyst         | فرع               |
| الولايات المتحدة الامريكيا | Workers' Solidarity Alliance                          | WSA      |                                 | رفيق              |

## النظرية والسياسة
يؤمن النقابيون-اللاسلطويون بالعمل المباشر – العمل الذي يقوم به العامل، عكس العمل غير المباشر، كانتخاب ممثلين لمركز حكومي – والذي بدوره سيؤدي إلى تحرير العامل بنفسه.
حيث يؤمن النقابيون-اللاسلطويون بالمنظمات العمالية التي ترفض نظام الأجرة والتي ستشكل لاحقا أساس المجتمع الجديد الذي يكون ذاتي الإدارة. حيث لا يوجد رؤساء أو «عملاء عمل»؛ بدلا عن ذلك، على العمال وحدهم اتخاذ قرار بشان ما يؤثر عليهم.
وكان ردودولف روكر أحد أهم الشخصيات المؤثرة في الحركة النقابية-اللاسلطوية.
وكتب نعوم تشومسكي، والذي تأثر بروكر، مقدمة عن الإصدار الحديث لـالنقابية-اللاسلطوية: النظرية والتطبيق. كعضو في عمال العالم الصناعيين (IWW)، وصف تشومسكي نفسه بالنقابي-اللاسلطوي، حيث انه يرى ذلك بانه التطبيق المثالي للنظرية السياسية لليبرالية الكلاسيكية للمجتمع الصناعي المعاصر:
’الجمعيات الحرة المفدرلة واللامرزكية، متضمنة مؤسسات اقتصادية وكذلك بقية المؤسسات الاجتماعية، هي ما أشير لها بالنقابية-اللاسلطوية؛ حيث إني أرى هذا الشكل من التنظيم الاجتماعي هو الأنسب للمجتمع المتقدم تكنولوجيا، حيث لا يجبر فيه البشر على اتخاذ موقف الأدوات، موقف التروس في الآلة. حيث لا يوجد داعي اجتماعي للبشر ليتم معاملتهم كعناصر ميكانيكية في العملية الإنتاجية؛ والتي يمكن تجاوزها وعلينا أن نتجاوزها لنصبح مجتمعا حرا وجمعية حرة، حيث فيه الحث الإبداعي الذي اعتبره جوهريا للطبيعة البشرية سيستطيع أن يدرك نفسه بأية طريقة كانت.’

## انتقادات وردود
انتقدت النقابية-اللاسلطوية من قبل اللاسلطوين المحدثين بأنها نظرية عفا عليها الزمن. حيث تحدث موراي بوكتشين سنة 1992 على أن النظرية النقابية-الاسلطوية تعتمد مفهوم قديم للعمل:
كما قد تبدوا النقابية-اللاسلطوية «عملية» و«واقعية»، تبدوا لي هذه النظرية أيضا بأنها فكر عتيق، متجذر بالمفهوم الاقتصادي الضيق في المصالح البرجوازية، بل على مصلحة قطاعية على هذا النحو. فهي تعتمد على ثبات القوى المجتمعية كنظام المصانع والوعي الطبقي التقليدي للطبقة العمالية الصناعية التي بدأت تنحدر بشكل شديد في العالم الأوروبي والأمريكي في عصر من العلاقات الاجتماعية التي من الصعب تعريفها والاهتمامات الاجتماعية التي تستمر بالاتساع. فحركات ومشاكل أوسع تتواجد ألان في أفق المجتمع الحديث والذي يجب عليه أن يضم العمال ضرورة، ولكنه أيضا يحتاج إلى منظور أوسع من المصنع والاتحاد التجاري والتوجه العمالي 
حيث أشار بوكتشين أن النظرية تعطي الأولوية لاهتمامات الطبقة العاملة، بدلا عن الحرية الاجتماعية للمجتمع بشكل عام؛ وان هذه النظرة في نهاية المطاف تحول دون تحقيق الثورة الحقيقة. ويجادل أن في حالات كالثورة الاسبانية، حصلت الثورة فيها على الرغم من التوجه النقابي لقيادات الـCNT .

وفقا لمؤيدي هذه النظرية، فان العمل المباشر، كونه أحد أساسيات النقابية-اللاسلطوية، سيمتد للمجال السياسي. فلهم، المجالس العمالية هي فيدراليات لكل فروع أمكنة العمل لكل الصناعات حسب مناطقها الجغرافية «الأساسات المناطقية للعلاقات التنظيمية التي تربط العمال جميعهم في منطقة واحدة محرضة على التضامن العمالي فوق وقبل التضامن الشركاتي». حيث أشار رودولف روكر انه:
استنادا إلى مبادئ الفدرلة، في الاتحاد الحر من الأسفل إلى الأعلى، واضعة حق تقرير المصير لكل الأعضاء فوق كل شيء، معترفة فقط بالتوافق الطبيعي بين الكل على أساس الاهتمامات المتشابهة والقناعات المشتركة.
لذلك، فان النقابية-اللاسلطوية ليس باللاسياسية بل إنها ترى أن السياسة والاقتصاد وجهين لعملة واحدة. عكس ما يقترحه النقاد، تختلف النقابية-اللاسلطوية عن النشاط التجديدي للاتحاد بحيث أنها تهدف إلى إنهاء الرأسمالية «للنقابية-اللاسلطوية هدفان: الثبات الدؤوب على محاولة تحسين الوضع الحالي للعمال. لكن دون التفريط بالهدف الأساسي لهم، وهو جعل التحرير الشامل بمصادرة رأس المال فعلا محتملا ووشيكا.»

ومع أن الجماعيين واللاسلطويين الشيوعيين انتقدوا النقابية بان لها احتمالية استبعاد المواطنين والمستهلكين خارج الاتحاد، لكن النقابيين-اللاسلطوين يشيرون إلى أن المجالس العمالية ستعمل خارج مكان العمل وداخل المجتمع لتشجيع المجتمع ولتشجيع مشاركة المستهلكين في النشاطات الاقتصادية والسياسية (حتى العمال والمستهلكين خارج الاتحاد أو الدولة) والذين سيعملون لتشكيل والحفاظ على المؤسسات الضرورية في أي مجتمع كالمدارس والمكاتب والمنازل وهكذا. حيث يشير موراي بوكتشين:
في الوقت الذي تمارس فيه النقابة ضغطا صارما على الرأسمالية، فهي تحاول بناء نظام اجتماعي جديد داخل القديم. فالاتحادات و’مجالس العمال’ ليست فقط وسائل للنضال وأدوات للثورة المجتمعية؛ لكنها أيضا الهيكل نفسه الذي يبنى حوله المجتمع الحر. فالعمال يتعلمون (من خلال فعاليتهم داخل الاتحاد) طريقة تدمير النظام المتملك القديم ومهمة بناء مجتمع من دون دولة أو مجتمع ليبرتالي. فالاثنان متشابهان.